# چیدی انوانو
چیدی انوانو (انگلیسی: Chidi Nwanu؛ زادهٔ ۱ ژانویهٔ ۱۹۶۷) بازیکن فوتبال اهل نیجریه بود.
از باشگاه‌هایی که در آن بازی کرده‌است می‌توان به باشگاه فوتبال وسترلو، باشگاه فوتبال اندرلشت، باشگاه فوتبال انیمبا اینترناسیونال، باشگاه فوتبال والویک، و باشگاه فوتبال سنت ترویدنس اشاره کرد.
وی همچنین در تیم ملی فوتبال نیجریه بازی کرده‌است.